# Giovanni Canti
Pour les articles homonymes, voir Canti (homonymie).
 (juillet 2025).
Giovanni Canti (5 décembre 1653 - 4 juillet 1716) est un peintre italien baroque de la fin du XVIIe et du début du XVIIIe siècle, qui a été actif à Mantoue.

## Biographie
Giovanni Canti est connu pour ses scènes de batailles et ses paysages.
Giuseppe Bazzani et Francesco Maria Raineri furent ses élèves.

## Sources
- (en) Cet article est partiellement ou en totalité issu de l’article de Wikipédia en anglais intitulé « Giovanni Canti » (voir la liste des auteurs).